# 邱会作
邱会作（1914年4月16日—2002年7月18日），江西兴国人，原中国人民解放军将领。1955年被授予中国人民解放军中将军衔。原中国共产党、中华人民共和国政治人物，原副国级领导人。

## 生平
邱会作于1929年参加兴国县的红军赤卫队，不久编入红军正规部队。1932年加入中国共产党。邱会作在红军内职务一直不高，担任连级指挥员。1934年跟随中央红军长征。到达陕北后在军委总部担任后勤部门负责职务。抗日战争爆发后，在军委继续负责后勤部门工作。1940年皖南事变后，调至新四军第四师。
国共内战爆发后，至东北，跟随东北民主联军，在东北民主联军第八纵队、中国人民解放军第四野战军第四十五军作战，参加辽沈战役、平津战役、衡宝战役。战后在中南军区任职，后任总后方勤务部副部长，后方勤务学院院长。1955年被授予中将军衔。
1959年洪学智被免职，邱会作接任中国人民解放军总后方勤务部部长，1960年改任中国人民解放军总后勤部部长。
“文化大革命”爆发后，受到冲击。1967年1月，邱会作受到总后勤部造反派的冲击，邱会作被抓走接受批斗，遭剃阴阳头，肩胛骨骨膜、肌肉断裂，右肋骨断裂并横出，多次昏厥。后邱派人写密信向林彪求救，林彪亲自下令将邱会作放出。邱会作放出后，刘伯承、聂荣臻、叶剑英三位元帅亲自前往探望。邱会作遭斗对聂荣臻、叶剑英影响甚大，直接导致1967年2月“二月抗爭”的爆发。
在林彪的提拔下，邱会作1968年又兼任副总参谋长，1969年4月當選為中國共產黨第九屆中央政治局委員。成为林彪手下“四大金刚”之一。
1971年，“九一三事件”后被免职，1973年被开除党籍。1981年，被指控参与林彪反革命集团，特别法庭被判处有期徒刑16年，剥夺政治权利5年，同时剥夺所获勋章。最后，邱会作向他整死的总后勤部副部长汤平遗孀刘伯音下跪请罪。邱会作之母是1928年的苏区村干部，文革中被造反派踢倒，成了疯癫病人，取消护理，不准家属探视，停医、停药、停食，饿死在小屋中。
改革开放后，邱会作才被保外就医至西安。1987年，邱会作刑满释放，就地安置。2002年7月18日在北京去世，2008年骨灰归葬家乡江西兴国县，当地政府举行了仪式。

## 著作
- 《邱会作回忆录》2011年，香港新世纪出版社。
- 《邱会作家书—写给儿子程光的二十三封信及其他》2014年，香港明镜出版社

## 家庭
邱会作和妻子胡敏，军医出身，育有四子一女。邱会作提前保外就医后，就随胡敏回到了陕西，先在西安东郊一个很简陋的民房居住。后来组织对胡敏的政治审查结束，恢复了她的军职，属师职干部。2015年11月24日去世，享年94岁。
大儿子：邱禄光；毕业于北京理工大学，1981年从部队转业到北京商学院当了老师，八十年代末的时候，他辞了职，下海经商。
二儿子：邱承光；毕业于清华大学工程物理系。毕业后也参了军，干到了军区司令部的参谋长职务。1971年后随后转业到了无锡，安排在某煤矿机械厂工作。
三儿子：邱光光；1971年后，他退役后转业到了北京，安排在一家汽车公司工作。八十年代末也辞职经商去了。
四儿子：邱晓光；早年间也是在部队生活，后来转业在北京的一家汽车公司工作。一直在公司干到退休。
幺女：邱晓静，生于1958年。